# 은산 박영희 가옥
은산 박영희 가옥은 충청남도 부여군 은산면 가곡리에 있는 건축물이다. 2020년 4월 3일 부여군의 향토문화유산 제149호로 지정되었다.

## 지정 사유
은산 박영희 가옥은 청산리대첩을 승리로 이끈 대표적인 독립운동가 박영희 선생의 생가로, 후손의 지속적인 거주 및 관리를 통해 100년(1899년 이전 건립 추정)이 넘은 현재까지도 본래의 모습을 잘 갖추고 있어 그 건축적인 가치를 인정받아 부여군 향토문화유산으로 지정되었다.

## 같이 보기
- 박영희